# Buffa.ru
Buffa.ru — информационный музыкально-развлекательный портал, включающий в себя элементы социальной сети. Сервис предоставляет возможность поиска и бесплатного онлайн-прослушивания музыки. Владельцем ресурса является компания SIA BGS Partnership.

## История
Процесс создания музыкального ресурса Buffa.ru начался в августе 2009 года. 1 января 2009 года американские ангел-инвесторы (имена не раскрываются) предоставили компании BGS стартовый капитал в размере $200 000. Авторами проекта выступили создатели компании SIA BGS Partnership — Белуха Николай и Галаш Максим. В январе 2010 года была запущена первая тестовая версия. К январю 2011 на сайте было 45 000 зарегистрированных пользователей и 120 000 уникальных посещений в день.
В феврале 2011 года на сайте были представлены более 16 000 исполнителей, 48 000 альбомов и 740 000 песен. В январе 2011 года вышла обновлённая бета-версия портала.

## Технология и правообладатели
Портал Buffa.ru использует систему свободного поиска линков в Интернете и агрегации в собственную структурированную музыкальную базу.

## Особенности ресурса
Интернет-портал Buffa.ru — это сервис для бесплатного прослушивания музыки онлайн. Большинство базовых функций доступны как зарегистрированным, так и незарегистированным пользователям.
Музыка воспроизводится с помощью собственного встроенного плеера. Плеер является статичным элементом портала, и остается неизменно закрепленным вверху при переходе по страницам ресурса. Это позволяет слушать музыку и одновременно общаться с другими пользователями, читать и комментировать статьи, пользоваться поиском.
Навигация сервиса Buffa.ru предусматривает функцию интеллектуального поиска, алфавитный каталог. Кроме прослушивания аудиотреков пользователи могут создавать собственные плей-листы и иметь постоянный доступ к персональной медиатеке с любого устройства с выходом в Интернет.
Музыкальный портал Buffa.ru также является информационным ресурсом. На портале ежедневно обновляются новости из мира музыки, биографии исполнителей или истории музыкальных групп. Портал публикует интервью со звездами музыкальной эстрады и статьи на музыкальную и околомузыкальную тематику, копируя их с других сайтов и не ставя активные линки на первоисточник.
Для зарегистрированных пользователей представлены дополнительные возможности портала как интерактивной социальной сети. Создание собственного расширенного профайла позволяет заводить друзей на сайте, следить за музыкальными предпочтениями других пользователей, оставлять комментарии, выражать своё мнение с помощью кнопок «like/dislike».
Информационный ресурс Buffa.ru открывает пользователям возможности активного участия в наполнении ресурса. Зарегистрированные слушатели могут прислать биографию исполнителя или текст песни.
Социальная сеть Buffa.ru объединяет пользователей и топ-персон. На портале авторизованы известные спортсмены, актёры, политики,. Для открытия «звёздного» профайла знаменитость должна написать администрации сайта по адресу star@buffa.ru. Каждый пользователь имеет доступ к «звёздным» профайлам.
Музыкальный портал Buffa.ru учитывает особенности каждого пользователя. На сайте есть специальный блок «Сейчас в Вашем городе слушают», который по IP определяет местоположение пользователя и показывает те события и людей на сайте, которые находятся в той же локальной точке.

## Интеграция с внешними ресурсами
Интернет-сервис Buffa.ru интегрирован с социальными сетями Facebook, Google+ и Вконтакте. Пользователи могут авторизоваться через свои профайлы в других социальных сетях или отправить ссылку с музыкой или новостью к себе на страницу в социальной сети, используя кнопку «Поделиться».
Владельцы собственных блогов на сервисах Livejournal.com и Блоги@Mail.ru могут поделиться со своей аудиторией понравившейся музыкой с помощью embeed-кода собственного плеера портала Buffa.ru.

## СМИ
- Обзор сервиса на информационном портале «Руформатор»
- Музыкальный сервис вышел из бета-версии. «Руформатор», 22.02.2011
- В Рунете запущен новый музыкальный сервис Buffa.ru. Информационное издание «C-news», 22.02.2011